# ボスニア・ヘルツェゴビナフィギュアスケートオープン選手権
ボスニア・ヘルツェゴビナフィギュアスケートオープン選手権（ボスニア語: Otvoreno Prvenstvo Bosne i Hercegovine u umjetničkom klizanju）は、ボスニア・ヘルツェゴビナのフィギュアスケート全国選手権。

## 概要
ボスニア・ヘルツェゴビナのフィギュアスケート全国選手権はオープン大会として他国選手も参加し、サラエヴォのゼトラオリンピックホール（クロアチア語: hr:Olimpijska dvorana Zetra）で開催されている。クラス別に開催されているが2006年以降シニアクラスに参加者がなく、ペアとアイスダンス種目の開催はない。例年2月に開催される。
複数クラスに出場する選手はなく、6.0採点法が用いられているため、異なるクラスに出場した選手での成績比較はできない。また国際スケート連盟に報告されている国内選手権順位は、この大会の成績順、クラス順とは一致しない。

## 歴代メダリスト

### 男子シングル
| シーズン年 | 最高クラス | 金                   | 銀         | 銅         | 国内最高位者 (クラス 順位) |
| ---------- | ---------- | -------------------- | ---------- | ---------- | -------------------------- |
| 2005/2006  | 参加者なし | 参加者なし           | 参加者なし | 参加者なし | 参加者なし                 |
| 2006/2007  | ノービス   | MATIC HROVAT         | 参加者なし | 参加者なし | NEDIM STRBO （debs 2)      |
| 2007/2008  | ジュニア   | アメル・ブレコヴィチ | 参加者なし | 参加者なし | 左記                       |
| 2008/2009  | ジュニア   | アメル・ブレコヴィチ | 参加者なし | 参加者なし | 左記                       |
| 2009/2010  | ジュニア   | アメル・ブレコヴィチ | 参加者なし | 参加者なし | 左記                       |

### 女子シングル
| シーズン年 | 最高クラス | 金                   | 銀                   | 銅                   | 国内最高位者(クラス 順位)          |
| ---------- | ---------- | -------------------- | -------------------- | -------------------- | ---------------------------------- |
| 2005/2006  | ジュニア   | ダーシャ・ゲルム     | カーヤ・オトヴィッチ | ドラ・ストラビッチ   | ナイダ・アクシャミヤ （ノービス 6) |
| 2006/2007  | ジュニア   | カーヤ・オトヴィッチ | ALJA STEFELIN        | ALJA PAHOR           | ナイダ・アクシャミヤ （ジュニア 9) |
| 2007/2008  | ジュニア   | ダーシャ・ゲルム     | DOROTEJA SIMUNIC     | カーヤ・オトヴィッチ | ナイダ・アクシャミヤ （ジュニア 7) |
| 2008/2009  | ジュニア   | エマ・リポフサーク   | DOROTEJA SIMUNIC     | カーヤ・オトヴィッチ | Darja Kordić （ジュニア 7)         |
| 2009/2010  | ジュニア   | ピナ・ウメク         | エマ・リポフサーク   | NATASA RODE          | Darja Kordić （ジュニア 11)        |

## 参考
- 国際スケート連盟Communication No.1576 2008-09年シーズン各国選手権
- 国際スケート連盟Communication No.1521 2007-08年シーズン各国選手権
- 国際スケート連盟Communication No.1456 2006-07年シーズン各国選手権
- 国際スケート連盟Communication No.1404 2005-06年シーズン各国選手権